# Lorquí
Lorquí est une commune d'Espagne de la communauté autonome de Murcie. Elle s'étend sur 15 km2 et comptait environ 7 048 habitants en 2011.
Elle est reconnue pour deux édifices datant du XVIIIe siècle : 
- L'église de Santiago Apóstol,
- La noria de Lorquí.